# Евтимий Сапунджиев
Професор архимандрит д-р Евтимий Сапунджиев e български православен богослов и общественик, първи историограф на Копривщица, архимандрит.

## Биография
Роден е на 25 юли 1884 година в Копривщица със светско име Лука Найденов Сапунджиев. През 1898 г. завършва с отличие класното училище в родния си град. Възпитаник е на Цариградска българска духовна семинария, която завършва през 1904 г. Първенец е на випуска. Същата година приема монашество и е ръкоположен в йеродяконски чин от екзарх Йосиф I. От 1908 до 1915 г. следва в Киевската духовна академия, която завършва с титла кандидат магистър по богословие, преподава в Цариградската и Софийска духовни семинарии, следва философия в Германия и Швейцария и завършва образованието си като доктор по философия. През 1915 г. е йеромонах, а през 1917 г. е въведен в архимандритско достойнство. Той е пръв преподавател по християнска апологетика и религиозна философия, който има съществен принос за развитието на религиозната философия в България.
Докторската му дисертация е със заглавие „Произхождението на идеята за чужди преживявания и на нашето естетическо и етическо отношение към тях според учението на Т. Липс за „вчувстването“, защитена е в град Берн през 1915 г.
Още в най-ранните си произведения той ясно очертава основните вектори на анализа си, които може да се определят, като търсене на мястото и ролята на вярата не само в познанието, но и в цялостния човешки живот. През позицията „разум-вяра“ той в пречупва голям кръг от въпроси, свързани с отношението между религия и науки, практическа философия, интуиция и логическо мислене. Посвещава редица статии на различните значения на думата вяра, публикувани в списание „Философски преглед“. Той е първи ректор на Пловдивската духовна семинария, по-късно професор в Богословския факултет към Софийския университет. Декан е на факултета през 1924 – 1925 г.
Пожизнен председател на ефорията „Х. Ненчо Палавеев“.
Почива на 21 ноември 1943 година.
Съществен дял от публикациите на архимандрит Евтимий Сапунджиев са посветени на защитата на Българската православна църква от различни неправомерни от православна гледна точка религиозни култове и секти. В това отношение знакови са неговите „Писма за дъновизма“, в които се подлагат на критика идеите на т.нар. Бяло братство.